# Josef Rabas (Theologe)

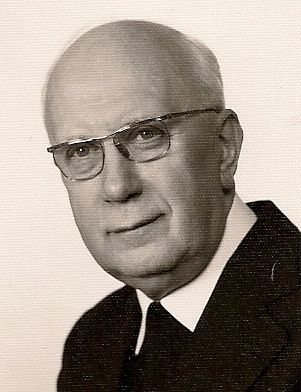
Josef Rabas

Josef Rabas (* 28. Oktober 1908 in Saaz, Bezirk Saaz, Österreich-Ungarn; † 23. August 2003 in Würzburg) war ein sudetendeutscher Pastoraltheologe und römisch-katholischer Geistlicher.

## Leben
Nach dem Besuch des Gymnasiums in Saaz wurde Josef Rabas vom Leitmeritzer Bischof Josef Gross zum Studium der Katholischen Theologie nach Rom geschickt. Nach dem Abschluss des Studiums 1934 wurde er am 15. Juli d. J. zum Priester geweiht. Nach der Rückkehr in das Bistum Leitmeritz war er zunächst Kaplan in Postoloprty. Am 1. März 1937 wurde er auf Vorschlag des Generalvikars Adolf Šelbický zum Sekretär des Bischofs Anton Alois Weber ernannt. Neben dem Sekretariat war er auch Prediger an der Kathedrale St. Stephan und unterrichtete gleichzeitig Religion an Leitmeritzer Schulen. Wegen angeblicher Feindseligkeit gegenüber dem NS-Regime wurde ihm 1942 die Lehrtätigkeit verboten. Nach dem Zweiten Weltkrieg wirkte er als Geistlicher im Erzbistum Freiburg, wo er u. a. die Seelsorger für die vertriebenen Sudetendeutschen übernahm. Ab 1950 war er Religionslehrer in Ansbach und Bayreuth, später wurde er ordentlicher Professor für Pastoraltheologie an der Universität Würzburg. Nach seiner Emeritierung leitete er von 1976 bis 1991 das Arbeits- und Kontaktzentrum der Ackermann-Gemeinde in Rom, von wo aus er versuchte, die unterdrückte Römisch-katholische Kirche in der Tschechoslowakei zu unterstützen. Diese Tätigkeit setzte er auch nach der politischen Wende 1989 fort. Wegen dieser Verdienste wurde er am 25. September 1998 zum Ehrenkanoniker des Domkapitels von Litoměřice ernannt. Er starb am 23. August 2003 in Würzburg und wurde am 30. August d. J. vom Leitmeritzer Bischof Josef Koukl in Rottendorf bei Würzburg beigesetzt.

## Schriften (Auswahl)
- Katechetisches Erbe der Aufklärungszeit. Kritisch dargestellt an dem „Lehrbuch der christkatholischen Religion“ von Johann Friedrich Batz, erschienen in Bamberg 1799. Freiburg im Breisgau 1963, OCLC 263635873.
- Ostkunde im katholischen Religionsunterricht. Versuch einer Grundlegung. Paderborn 1965, OCLC 73656277.
- Katechetische Aspekte der Liturgie-Konstitution. Freiburg im Breisgau 1967, OCLC 21110369.
- Kirche in Fesseln. München 1984, ISBN 3-9800815-1-6.